# Eduardo dos Reis Carvalho
Eduardo (* 19. September 1982 in Mirandela, Portugal; vollständig Eduardo dos Reis Carvalho) ist ein ehemaliger portugiesischer Torwart. Er war zwischen 2009 und 2011 Stammtorhüter der portugiesischen Nationalmannschaft.

## Karriere

### Vereine
Eduardo blieb als aktiver Vereinsspieler zunächst vier Jahre bei seinem Jugendverein Sporting Braga. In der Winterpause der Saison 2006/07 wurde er vom SC Beira-Mar ausgeliehen, woraufhin er die Rückrunde als Stammtorhüter absolvierte und die ersten 15 Einsätze in der Primeira Liga verbuchte.
In der darauffolgenden Saison führte ihn ein weiteres Leihgeschäft zu Vitória Setúbal. Dort trug er als Stammtorhüter entscheidend zum Ligapokalsieg und gleichbedeutend zur Qualifikation für den UEFA-Pokal bei: Im Ligapokalfinale gegen Sporting Lissabon hielt er im Elfmeterschießen gleich drei Versuche.
Zur Saison 2008/09 kehrte Eduardo zu Sporting Braga zurück. Seine ersten Pflichtspiele für Braga waren die Finalspiele des UEFA Intertoto Cup im Juli 2008, über die sich der Verein für den UEFA-Pokal 2008/09 qualifizierte. Fortan auch bei Braga als Stammtorhüter gesetzt, verpasste Eduardo in den folgenden zwei Jahren keine einzige Ligabegegnung. Durch den zweiten Platz in der Saison 2009/10 gelang Eduardo mit dem Verein die Qualifikation zur UEFA Champions League 2010/11.
Zur Saison 2010/11 wechselte Eduardo für eine Ablöse von 4,5 Millionen Euro zuzüglich 25 Prozent der Transferrechte in die Serie A zum CFC Genua. Er unterschrieb einen Vierjahresvertrag mit Gültigkeit bis Juni 2014. Nach 37 Einsätzen im Premierenjahr kehrte Eduardo bereits zur Saison 2011/12 auf Leihbasis zurück nach Portugal, um bei Benfica Lissabon das Tor zu hüten. Der ebenfalls von Benfica zu Saisonbeginn verpflichtete Artur Moraes entschied den Kampf um den Stammplatz im Tor jedoch am Ende für sich, so dass Eduardo in der Folge nur zu einem Ligaeinsatz kam. Daneben erhielt er Einsatzzeiten im Pokal und Ligapokal, wobei er letzteren mit Benfica gewann.
Zur Saison 2012/13 schloss sich Eduardo dem türkischen Erstligisten Istanbul BB an. Dort traf er auf seinen früheren Trainer Carlos Carvalhal, der ihn bereits 2007/08 trainiert hatte. Eduardo wurde in 33 von 34 Ligaspielen eingesetzt, stieg mit dem Klub als Drittletzter der Liga jedoch ab.
Zur Saison 2013/14 kehrte er nach Braga zurück, wo er sofort wieder Stammtorhüter wurde. Der Verein hatte sich in der Vorsaison als Vierter die Teilnahme an der Qualifikation zur UEFA Europa League 2013/14 gesichert, welche jedoch in den Play-offs gegen Pandurii Târgu Jiu verpasst wurde. In der Liga blieb Eduardo in 29 Spielen nur fünfmal ohne Gegentor, woraufhin Braga auf einem enttäuschenden achten Platz landete, der zu keiner Teilnahme an einem europäischen Wettbewerb berechtigte. Im Pokal kam das Aus im Halbfinale gegen den Rio Ave FC.
Zur Saison 2014/15 wechselte er zum amtierenden kroatischen Meister Dinamo Zagreb. Seinen Einstand gab er am 11. Juli 2014 im Rahmen einer 1:2-Niederlage im Supercup gegen HNK Rijeka. In der Liga wurde er in 34 von 36 Spielen eingesetzt und blieb dabei 18-mal ohne Gegentor. Am Ende konnte er seine erste Meisterschaft feiern. Im Pokal, dessen Finale Dinamo im Elfmeterschießen gegen RNK Split gewann, kam Eduardo nicht zum Einsatz. In der nächsten Saison konnte er mit Dinamo sowohl Meisterschaft als auch Pokal verteidigen, wobei er im Pokal abermals nicht eingesetzt wurde. In der UEFA Champions League 2015/16 erreichte er mit Dinamo die Gruppenphase.
Im August 2016 wechselte er nach England zum FC Chelsea. In der Saison 2018/19 spielte er auf Leihbasis für Vitesse Arnheim. Anschließend stand er noch ein Jahr bei Sporting Braga unter Vertrag, ehe er seine Karriere beendete. Nach seinem Karriereende als Aktiver wurde er bei Sporting Braga als Torwarttrainer tätig und ist aktuell (Stand: Sommer 2025) noch immer beim Klub als solcher beschäftigt.

### Nationalmannschaft
Eduardo stand im Mai 2008 bei zwei Spielen der U-21-Mannschaft bei einem Turnier in Schweden im Tor. Sein Debüt in der A-Nationalmannschaft gab er am 11. Februar 2009 bei einem Freundschaftsspiel gegen Finnland unter Trainer Carlos Queiroz, der nach der EM 2008 das Amt übernommen hatte. Dabei wurde er in den ersten 60 Minuten eingesetzt und kassierte keinen Gegentreffer. Dann wurde er von Daniel Fernandes abgelöst, der sein zweites und letztes Länderspiel bestritt. Ab da war Eduardo Stammtorhüter und löste damit Quim ab, der seinerseits den langjährigen Stammtorhüter Ricardo nach der EM 2008 beerbt hatte. Eduardo wurde in den nächsten 28 Spielen 26-mal eingesetzt, darunter allen Qualifikationsspielen für die Weltmeisterschaft 2010 und bei der WM-Endrunde in Südafrika, bei der die Portugiesen im Achtelfinale mit 0:1 gegen den späteren Weltmeister Spanien ausschieden. Auch in der Qualifikation für die EM 2012 unter dem neuen Trainer Paulo Bento stand er zunächst im Tor, verlor seinen Stammplatz dann aber im August 2011 an Rui Patrício und wurde fortan nur noch sporadisch bei Freundschaftsspielen eingesetzt. Er stand dann zwar auch im Kader für die EM 2012 und WM 2014, wurde aber nur im letzten WM-Gruppenspiel gegen Ghana, das die Portugiesen mit 2:1 gewannen, für Beto eingewechselt, der Rui Patrício nach dessen Verletzung im ersten Gruppenspiel vertreten hatte. Da die Portugiesen durch die 0:4-Auftaktniederlage gegen den späteren Weltmeister Deutschland die schlechtere Tordifferenz gegenüber den US-Boys hatten und damit das vorzeitige Ausscheiden feststand, kam Eduardo noch zu einem einminütigen Kurzeinsatz. Dies blieb sein letzter Einsatz, denn auch unter dem neuen Trainer Fernando Santos, der Bento im Oktober 2010 abgelöst hatte, kam er nicht mehr zum Einsatz, obwohl er regelmäßig in den Kader nominiert wurde. Er war Teil des portugiesischen Aufgebots für die Europameisterschaft 2016. Im Turnier wurde er aber erneut nicht eingesetzt. Portugal erreichte das Finale und wurde mit einem 1:0-Sieg nach Verlängerung über Frankreich Europameister.

## Erfolge/Titel
In der Nationalmannschaft
- Europameister: 2016

Im Verein
- UEFA Intertoto Cup: 2008
- Portugiesischer Ligapokalsieger: 2008, 2012
- Kroatischer Meister: 2014/15, 2015/16
- Kroatischer Pokalsieger: 2014/15, 2015/16 (jeweils ohne Einsatz)
- Premier League 2016/17 (ohne Einsatz)

## Familie
Eduardo verlor mit elf Jahren seinen Vater durch einen Verkehrsunfall. Seine Mutter und seine Geschwister zogen danach nach Luxemburg.